# Renzo Sambo

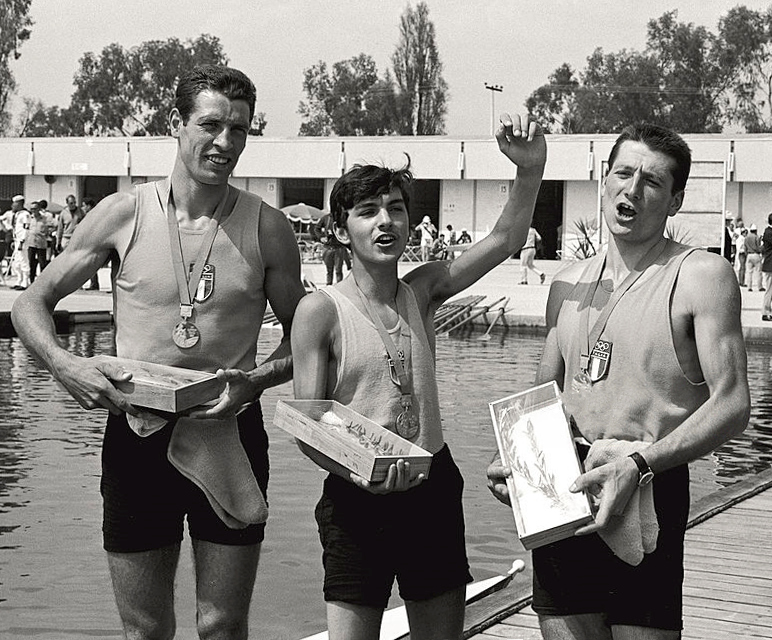
Renzo Sambo (links), Bruno Cipolla und Primo Baran 1968

Renzo Sambo (* 17. Januar 1942 in Treviso; † 10. August 2009 in Cesiomaggiore) war ein italienischer Rudersportler.
Renzo Sambo war in der zweiten Hälfte der 1960er Jahre im Zweier mit Steuermann einer der erfolgreichsten Ruderer. Bei den Europameisterschaften 1965 gewann er mit Primo Baran und Giorgio Conte hinter dem sowjetischen Boot die Silbermedaille, zwei Jahre später mit Baran und Bruno Cipolla Gold vor den Vertretern der DDR mit Hans-Jürgen Friedrich, Werner Riemann und Manfred Wozniak. Höhepunkt der Karriere wurde die Teilnahme an den Olympischen Sommerspielen 1968 in Mexiko-Stadt, wo Sambo mit Baran und Cipolla vor den Niederländern und Dänen die Goldmedaille gewann. Vier Jahre später nahm er in München nochmals an Olympischen Spielen teil. Gemeinsam mit Antonio Baldacci, Pasquale Chiabai, Claudio Padoan und Alberto Cecchi startete er im Vierer mit Steuermann und belegte Rang elf.